# Lokvanj
Lokvanj (lat. Nuphar), biljni rod sličan lopoču s kojim pripada porodici lopočevki. Sastoji se od desetak vrsta vodenih trajnica.
U Hrvatskoj raste žuti lokvanj (Nuphar lutea) i patuljasti lokvanj (Nuphar pumila)

## Vrste
1. Nuphar advena (Aiton) W.T.Aiton
2. Nuphar × fluminalis Shiga & Kadono
3. Nuphar japonica DC.
4. Nuphar lutea (L.) Sm.
5. Nuphar microphylla (Pers.) Fernald
6. Nuphar orbiculata (Small) Standl.
7. Nuphar polysepala Engelm.
8. Nuphar pumila (Timm) DC.
9. Nuphar × rubrodisca Morong
10. Nuphar sagittifolia (Walter) Pursh
11. Nuphar × saijoensis (Shimoda) Padgett & Shimoda
12. Nuphar saikokuensis Shiga & Kadono
13. Nuphar × spenneriana Gaudin
14. Nuphar subintegerrima (Casp.) Makino
15. Nuphar submersa Shiga & Kadono
16. Nuphar ulvacea (G.S.Mill. & Standl.) Standl.
17. Nuphar variegata Engelm. ex Durand

## Vanjske poveznice
|  | Zajednički poslužitelj ima još gradiva o temi Nuphar |
|  | Wikivrste imaju podatke o taksonu Nuphar             |